# Horacio López Salgado
Horacio López Salgado (Taxco, Guerrero, 15 de septiembre de 1948) es un exfutbolista mexicano que se desempeñó como delantero. 
Pasó la mejor etapa de su carrera con el Cruz Azul, donde se consagró campeón de liga en 5 ocasiones, además de un Campeón de Campeones y una Copa de Campeones de la Concacaf, siendo el segundo máximo goleador en la historia del equipo con 133 anotaciones, solo después de Carlos Hermosillo.

## Trayectoria
Debutó en 1967 con el América y, bajo la dirección técnica de José Antonio Roca, lograban el campeonato de liga en la 1970-71 al vencer 2-0 en la final al Toluca, siendo López el autor del gol del título. Para la 1971-72, llega al Cruz Azul. haciendo su debut el 20 de noviembre de 1971 en la Vitoria 1-0 frente a Veracruz en el Azteca. En sus primeros años el equipo se consagraría tricampeón de liga en las 1971-72, 1972-73 y 1973-74, así como de la copa de la Concacaf. En la 1974-75 se convirtió en el primer campeón de goleo del club, anotando 25 goles en la temporada. Volverían a levantar el título nuevamente en la 1978-79 frente a Universidad y lo repetirían al año siguiente frente a los Tigres, cerrando una década dorada con 6 títulos en 10 años. Sufrió un subcampeonato de liga en la temporada 1980-81 y resaltó con el resto del equipo en las dos giras a España, donde el cuadro celeste ganó el Torneo de Almería en 1979 y el de Burgos en 1980. Después de 11 años con el equipo, se marchó al Necaxa para continuar su carrera y retirarse a sus 35 años de edad, en la 1982-83.

## Selección nacional
Con la Selección de México disputó 50 partidos de 1968 a 1980, anotando 13 goles. Formó parte del conjunto que asistió a  la Copa Mundial de 1970 celebrada en el país. Tras sufrir una lesión en el partido contra El Salvador, se le terminó muy pronto la competencia y solo alcanzó a disputar 2 partidos, con 134 minutos acumulados.

#### Participaciones en Copas del Mundo
| Mundial                        | Sede   | Resultado    | Partidos | Goles |
| ------------------------------ | ------ | ------------ | -------- | ----- |
| Copa Mundial de Fútbol de 1970 | México | Segunda Fase | 2        | 0     |

## Palmarés

#### Campeonatos nacionales
| Título                     | Club      | País   | Edición |
| -------------------------- | --------- | ------ | ------- |
| Primera División de México | América   | México | 1970-71 |
| Primera División de México | Cruz Azul | México | 1971-72 |
| Primera División de México | Cruz Azul | México | 1972-73 |
| Primera División de México | Cruz Azul | México | 1973-74 |
| Campeón de Campeones       | Cruz Azul | México | 1973-74 |
| Primera División de México | Cruz Azul | México | 1978-79 |
| Primera División de México | Cruz Azul | México | 1979-80 |

#### Campeonatos internacionales
| Título                           | Club      | Sede         | Edición |
| -------------------------------- | --------- | ------------ | ------- |
| Copa de Campeones de la Concacaf | Cruz Azul | México D. F. | 1971    |

#### Campeonatos internacionales amistosos
| Título                   | Club      | Sede         | Año  |
| ------------------------ | --------- | ------------ | ---- |
| Trofeo Ciudad de Almería | Cruz Azul | Almería      | 1979 |
| Trofeo Ciudad del Cid    | Cruz Azul | Burgos       | 1980 |
| Copa Presidente          | Cruz Azul | México D. F. | 1981 |

#### Distinciones individuales
| Distinción                                          | Año     |
| --------------------------------------------------- | ------- |
| Citlalli al Campeón de Goleo de la Primera División | 1974-75 |
| Citlalli al Mejor Delantero de la Primera División  | 1974-75 |